# ヴァルター・ヘーンドルフ
ヴァルター・ヘーンドルフ（ドイツ語: Walter Höhndorf、1892年11月10日 - 1917年9月5日）は、ドイツの飛行士、軍人。最終階級は陸軍少尉。試験飛行士や航空機の設計・製造技術者を務め、「飛行士の先駆者」の一人として知られる。
第一次世界大戦では12機を撃墜し、ドイツ帝国陸軍航空隊のエース・パイロットとなった。12機のうち、編隊飛行中に撃墜したものは1機のみである。残りは全て、砲兵指揮や敵陣偵察での飛行中に達成された。

## 経歴

### 前半生
ヴァルター・ヘーンドルフは、1892年11月10日にプロイセン王国のプリュツケで生まれた。親は学校の教員であり、彼は幼いころから工学技術や動力装置などに興味を抱いていた。1913年にはパリへ赴き、航空機の操縦などを学んでいる。帰国後の11月3日、彼はヨハニスタール飛行場で飛行士証明書第582号を受け、正規の飛行士になった。この頃、彼はドイツで曲技飛行の先駆者として名が知られるようになり、テルトーのウニオン航空機製造会社で航空機の設計や製造を手伝い始めた。

### 第一次世界大戦

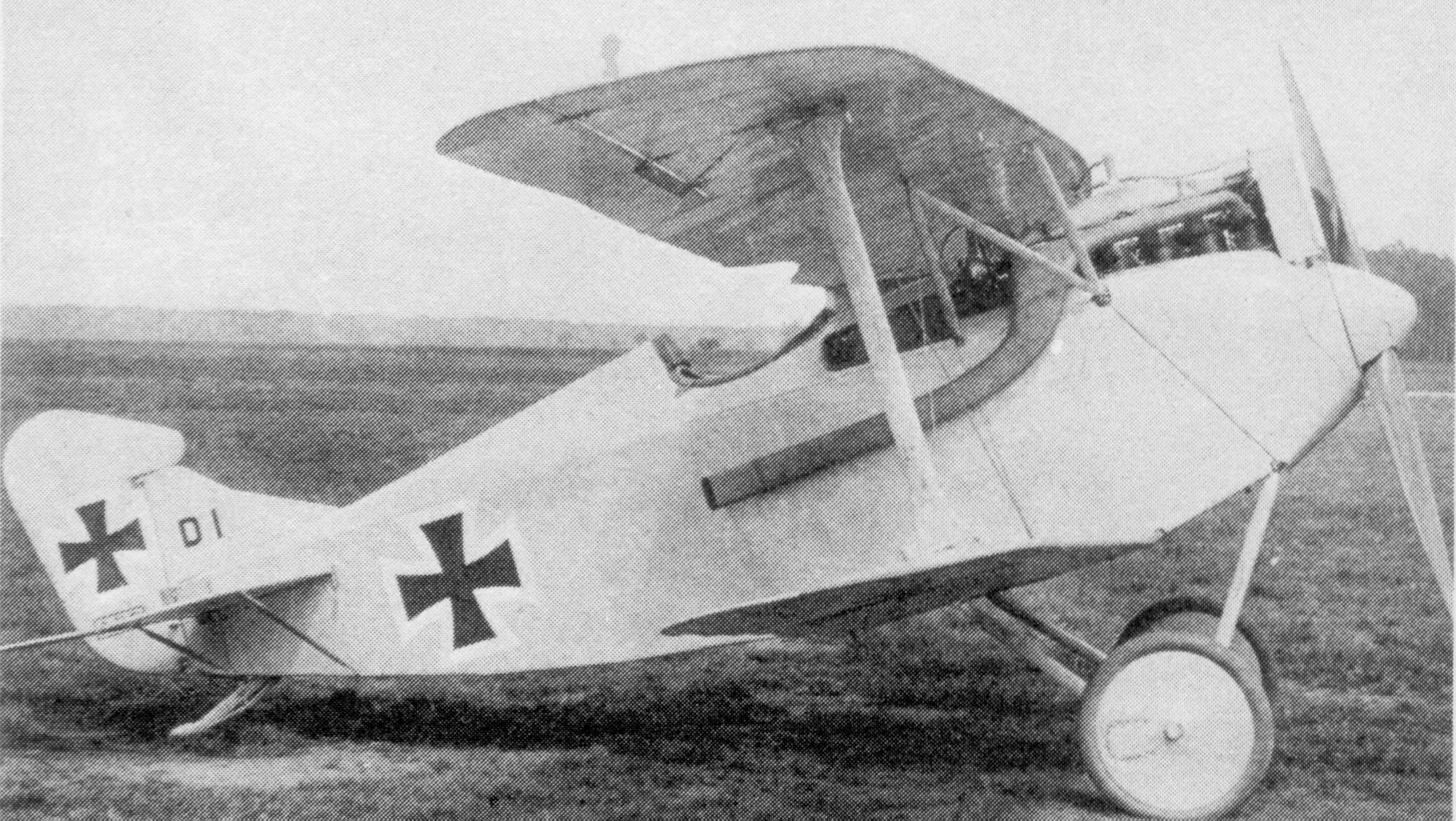
AEG D.I

第一次世界大戦が勃発すると、ヘーンドルフは航空隊に志願した。彼は1915年3月15日に少尉へ任官されたが、その年は大半をジーメンス＝シュッケルト社の試験飛行士として過ごしている。1915年末、彼に第12野戦飛行分遣隊の単座戦闘機が割り当てられ、1916年1月12日にはフランスのヴォワザンを撃墜する初戦果を上げた。1月19日にもヴォワザンを撃墜している。一時的に第67野戦飛行分遣隊へ配属されたが、同年4月には単座戦闘機部隊・ファウクスに異動した。ファウクスでは、4月10日から7月19日の約3か月間で7機のフランス軍航空機を撃墜した。この戦功により、ヘーンドルフは7月20日にプール・ル・メリット勲章を受章した。7月にはさらに2機の撃墜を記録し、総撃墜数は11機に到達した。8月23日、彼は第1戦闘中隊所属となる。9月17日にはさらにもう1機の撃墜を記録したが、これが彼にとって最後の勝利となった。
第4戦闘中隊に異動すると、ヘーンドルフは試験飛行士の任務に戻り、ヴァランシエンヌなどで試験飛行を行った。1917年8月15日、彼は第14戦闘中隊の指揮官に就任したが、9月5日に試験飛行中の事故で死亡した。航空事故を起こしたその搭乗機は、ヘーンドルフが設計したAEG D.Iだった。

## 叙勲
|  | ホーエンツォレルン家勲章 |
|  | プール・ル・メリット勲章 |
|  | 二級鉄十字章             |
|  | 一級鉄十字章             |